# أمينة زاريبوفا
أمينة فاسيلوفنا زاريبوفا (الروسية: Амина Василовна Зарипова ؛ التتار: Әминә Васил кызы Зарипова ، من مواليد 10 أغسطس 1976) لاعبة جمباز إيقاعية ومدربة روسية، واحدة من أكثر لاعبي الجمباز إثارة للجدل في التسعينيات ، إلا أن زاريبوفا أصبحت واحدة من أكثر الرياضيين إنجازًا. 
حصلت على الميدالية الذهبية العالمية خمس مرات عام (1995، 1996 ،1997) والميدالية الفضية العالمية أربع مرات في عام (1994، 1995، 1996) والميدالية البرونزية العالمية ثلاثة مرات في عام (1993، 1994) والميدالية البرونزية الأوروبية في جمباز شامل (1996 ، 1994)، احتلت المركز الرابع في دورة الألعاب الأولمبية 1996 في أتلانتا. 

## نشأتها
ولدت أمينة في تشيرتشيك، أوزبكستان في 10 أغسطس 1976 لعائلة من أصل تتاري، على الرغم من أنها بدأت التدريب في سن متأخرة، دخلت زاريبوفا البالغة من العمر 10 سنوات صالة الألعاب الرياضية بعد رقص الباليه، ما اكسبها مرونة طبيعياً، ولم يمض وقت طويل قبل أن تلفت انتباه المدربة الأوزبكية إيرينا فينر. عندما انتقل فينر إلى موسكو لتصبح مدربة زاريبوفا الرئيسية.
قدمت أداء قوياً في بطولة أوروبا للناشئين 1991 أول ميدالية لها ذهبية مع الفريق و الميدالية البرونزية في الجمباز الشامل وكلوبس. بصفتها أول لاعب في بطولة أوروبا عام 1992 ، لم تستطع زاريبوفا أن تتطابق تمامًا مع زملائها الأكبر سنًا والأكثر خبرة وفشلت في التأهل إلى حدث الشامل.